# Takoyaki
Takoyaki (蛸焼き (蛸燒き) (Sao thiêu)/ たこやき/ タコヤキ tako-yaki) là một loại bánh nướng ăn nhẹ có hình cầu làm bằng bột mì với nhân bạch tuộc, nướng trong chảo takoyakiki. Thành phần chính của nhân bánh là bạch tuộc băm hay thái hạt lựu (hoặc nhân hoàn toàn là phô mai) có thể độn thêm một số thứ khác và rắc thêm một số gia vị cũng như còn được tẩm với nước sốt tùy vào công thức mà chúng có thể khác nhau.

## Lịch sử
Takoyaki ban đầu được bán tại Osaka, nơi ở của một người bán thức ăn đường phố có tên Endo Tomekichi. Ông thường làm món bánh nướng bọc nhân thịt bò chấm nước tương, nhưng sau khi ăn thử món akashiyaki và bị ấn tượng mạnh vào năm 1935 thì ông đã chuyển sang làm nhân bạch tuộc và gọi nó là takoyaki. Món này sau đó đã trở nên nổi tiếng tại vùng Kinki trước khi lan ra toàn Nhật Bản.
Các tạp chí bắt đầu giới thiệu về nó trước chiến tranh thế giới thứ hai như một món ăn đặc sản của Osaka làm cho những người nấu món này cũng nhiều hơn. Ban đầu món ăn được bán trong các quầy chế biến thực phẩm yatai tại các dịp lễ hội nhưng sau đó các nhà hàng chuyên phục vụ takoyaki đã mọc lên và đến năm 1955 thì đã có 5000 nhà hàng và quán ăn phục vụ món này riêng ở Osaka. Hiện tại thì takoyaki cũng được bán thành các vỉ/phần làm sẵn tại siêu thị. Cũng như gần đây thì loại bánh này bắt đầu đi ra ngoài Nhật Bản đến các nước khác.
Cách ăn ban đầu của takoyaki là cứ bỏ vào miệng nhai chứ không có nước sốt. Nước sốt của món này chỉ bắt đầu được làm sau chiến tranh thế giới thứ hai, vào năm 1948. Các cửa hàng khác nhau có thể điều chế nước sốt theo công thức riêng với các hương vị khác nhau.

## Chảo nướng
Chảo nướng takoyaki được gọi là takoyakiki (たこ焼き器) hay ít dùng hơn là takoyaki-nabe (たこ焼き鍋) được làm bằng gang với các lỗ hình bán cầu. Khối lượng lớn giúp chảo nóng đều. Khi nửa mặt đã chín thì người nấu sẽ xoay mặt các bánh để nướng phần phía chưa nấu.
Chảo dùng ga đã được giới thiệu thay cho nướng bằng than để tiện cho việc di chuyển nấu nướng bày bán đến các lễ hội hay ngoài đường. Còn trong nhà thì có các loại dùng điện hay nấu trên bếp.

## Lên kết ngoài
- http://www.japanvisitor.com/japanese-culture/food/takoyaki-osaka
- http://www.justhungry.com/takoyaki
- http://iml.jou.ufl.edu/projects/fall09/simpson_h/culture.html Lưu trữ ngày 7 tháng 6 năm 2014 tại Wayback Machine